# Carabhydrus mubboonus
Carabhydrus mubboonus är en skalbaggsart som beskrevs av Helen K. Larson och Ross Storey 1994. Carabhydrus mubboonus ingår i släktet Carabhydrus och familjen dykare. Inga underarter finns listade i Catalogue of Life.